# Oksana Herhel
Oksana Wasyliwna Kuchta Herhel (ukr. Оксана Василівна Кухта Гергель; ur. 20 czerwca 1994) – ukraińska zapaśniczka startująca w stylu wolnym. Olimpijka z Rio de Janeiro 2016, gdzie zajęła trzynaste miejsce w kategorii 58 kg.
Złota medalistka mistrzostw świata w 2015 i siódma w 2014 roku.  
Wicemistrzyni Europy w 2016. Piąta na igrzyskach europejskich w 2015. Szósta w Pucharze Świata w 2015. Trzecia na MŚ juniorów w 2012 i druga w ME w 2014. Trzecia na ME U-23 w 2015 i 2017 roku.